# Vinxtbach
Le Vinxtbach est une petite rivière de 19 km affluent en rive gauche du Rhin en Rhénanie-Palatinat.
Dans l'Empire romain, le Vinxtbach marquait la limite entre la Germanie inférieure et la Germanie supérieure. Aujourd'hui le Vinxtbach est considéré comme une frontière dialectale - la Vinxtbachlinie - séparant, au nord, le francique ripuaire, du francique mosellan au sud.

## Toponymie
Le nom de la rivière dérive du latin fines indiquant une frontière, en l'occurrence celle entre la Germanie inférieure et la Germanie supérieure. son nom antique est Obrinca. Elle est appelée ainsi à plusieurs reprises par Claude Ptolémée dans sa Géographie

## Histoire
Après la conquête de la Gaule par César, de 58 à 51 av. J.-C., la rive gauche du Rhin est intégrée à l'Empire romain. Auguste mène ensuite en Germanie une politique agressive et se lance en 12 av. J.-C. dans une tentative de conquête de la Grande Germanie, désirant par là porter les frontières de l'Empire romain du Rhin jusqu'à l'Elbe. Cette conquête échoue en 9 apr. J.-C. avec la bataille de Teutobourg. La frontière est alors définitivement fixée sur le Rhin.
Domitien établit en 84, les deux provinces de Germanie Supérieure et de Germanie inférieure avec comme capitale respectivement, Mogontiacum et Colonia Aggripina. La frontière entre ces deux provinces est fixée sur le Vinxtbach. Le premier camp du limes de Germanie Supérieure est alors situé en rive droite du Rhin, face de l'embouchure du Vinxtbach, à Rheinbrohl. Ce castellus a été découvert à l'automne 1899. Comme le reste du limes de Germanie il a été classé au patrimoine mondial de l'UNESCO en 2005.
Trois pierres votives, l'une d'entre elles conservée dans l'église St. Marien de Bad Breisig-NiederbreisigSite de la municipalité de Bad Breisig., confirment ce rôle de frontière.
La première inscription indique :
« Finibus et / Genio loci / et I(ovi) O(ptimo) M(aximo) milit(es) / leg(ionis) XXX U(lpiae) V(ictricis) / M(arcus) Massiani/us Secundus / et T(itus) Aurelius / Dosso / v(otum) s(olverunt) l(ibentes) m(erito) »
En français : « Au génie du lieu et des frontières et à Jupiter, le meilleur et le plus grand, les soldats de la Legio XXX Ulpia Victrix Marcus Massianius Secundus et Titus Aurelius Dosso, s'acquittent de leur vœu avec joie. »
La deuxième inscription comprend le texte :
« [Ge]ni[o] l[oc]i / e[t Fi]ni[b]us / et I(ovi) O(ptimo) M(aximo) / T(itus) Fl(avius) Vere/cundus / e[t] M(arcus) Dom(itius) / Atto mil(ites) [leg(ionis?) »
En français : « Au génie du lieu et des frontières et à Jupiter, le meilleur et le plus grand, Titus Flavius Verecundus et Marcus Domitius Atto, soldats. »
La troisième inscription se lit :
« I(ovi) O(ptimo) M(aximo) / et Genio loci / Iunoni Reginae / Tertinius / Severus / mil(es) leg(ionis) VIII Aug(ustae) / b(ene)f(iciarius) co(n)s(ularis) ex voto / p(osuit) v(otum) s(olvit) l(ibens) l(aetus) m(erito) »
En français : « À Jupiter, le meilleur et le plus grand et au génie du lieu (et à) la reine Junon, Tertinius Severus soldat de la Legio VIII Augusta bénéficiaire de rang consulaire, selon son souhait, s'acquittent de son vœu avec joie »
Au Moyen Âge, ce rôle de frontière persiste, le Vinxtbach étant alors la limite entre les duchés de haute et basse Lotharingie.

## Géographie
Sa source est au sud-ouest de Schalkenbach-Obervinxt et à l'ouest d'Adert (coordonnées : 50° 28′ 57″ N, 7° 7′ 9″ O) à une altitude de 397 m : son confluent avec le Rhin se situe près de Burg Rheineck entre Bad Breisig et Brohl-Lützing (coordonnées : 50° 30′ 5″ N, 7° 18′ 42″ O) à une altitude de 333 m.

## Source
- (de) Cet article est partiellement ou en totalité issu de l’article de Wikipédia en allemand intitulé « Vinxtbach » (voir la liste des auteurs).